# Tōru Kaburagi
 (mai 2021).
Tōru Kaburagi (鏑木 享, Kaburagi Tōru), né le 18 avril 1976 à Ibaraki est un ancien footballeur japonais. Autrefois attaquant, son dernier club était celui du Matsumoto Yamaga FC au Japon.

## Carrière

### Clubs
| Club                | Pays  | Période   |
| ------------------- | ----- | --------- |
| FC Tokyo            | Japon | 1999-2001 |
| Albirex Niigata     | Japon | 2002      |
| Matsumoto Yamaga FC | Japon | 2004-2005 |